# Bour Kry
Samdech Preah Sangharaja Bour Kry (tiếng Khmer: បួរ គ្រី, IPA: [ɓuə kriː], sinh ngày 11 tháng 01 năm 1945) là tăng vương thứ VII của hệ phái Dhammayuttikha Nikaya Vương quốc Campuchia.